# それでも、私は愛している
「それでも、わたしは愛している」（それでもわたしはあいしている）は、2009年8月11日のダッシュボードアップデートで追加されたインディーズゲームのダウンロード機能により遊ぶことができるノベルゲームである。現在は、ゲーム中の性描写が原因で配信停止となっている。(10月から一部修正を加えて再配信が開始された)

## ストーリー
不良少年菊川が突如クラスの委員長から学校の屋上で告白を受け、そこから進展していく恋愛物語。

## 特徴
ルート分岐は存在しない。また、ED曲がボーカロイドを使った楽曲となっており、シェアウェアに初音ミクを組み込むという実験的な試みがみられる。

## データ
- プラットフォーム：Xbox 360インディーズ
- ジャンル：ノベルゲーム
- 価格：240MSP
- 1人用